# 多茎银莲花
多茎银莲花（学名：Anemone rockii var. multicaulis）为毛茛科银莲花属下的一个变种。